# Henry Theophilus Finck
Henry Theophilus Finck, född den 22 september 1854 i Bethel, Missouri, död den 1 oktober 1926 i Rumford, Maine, var en amerikansk musikskribent.
Finck var musikkritiker vid New York Evening Post och lärare vid nationalkonservatoriet i musikhistoria. Finck utgav Wagner and his works (2 band, översatt till tyska), Chopin, Anton Seidl, Grieg and his music (översatt till tyska), Massenet and his operas med flera arbeten av underhållande och populärt upplysande karaktär.